# Клетва 3
Клетва 3 (енгл. The Grudge 3) је америчко-јапански хорор филм из 2009. од редитеља Тобија Вилкинса, директан наставак филма Клетва 2 из 2006. Главне улоге тумаче Џоана Брејди, Жил Макини, Еми Икехата, Шони Смит и Марина Сиртис. Од глумачке поставе из претходна два филма вратио се само Метју Најт, али се појављује само кратко на почетку филма.
Филм је углавном добио негаитвне критике. Поред бројних ствари, критичари су посебно замерили крај, који не преужа одговор на питаљње које се постављало од почетка филма.. Публика на сајту Rotten Tomatoes га је оценила са 27%. У САД-у објављен је директно-на-ДВД и од њихове продаје је зарадио 38 милиона долара. У неким земљама, попут Мексика, Еквадора, Перуа и Јужне Кореје, филм је имао и биоскопску премијеру. Од продаје карата зарадио је 1,8 милиона долара.
Године 2020. снимљен је још један филм под називом Клетва. Он, међутим, не представља римејк оригинала, већ његов наставак, па се радња тог филма одвија паралелно са другим и трећим делом серијала.

## Радња
Млада јапанска девојка, у чијим рукама се налази кључ за заустављање Кајакиног злог духа, путује у Чикаго како би прекинула клетву једном заувек. Она је Наоко Кавамата, Кајакина сестра, која је била сведок сеансама у којима је њихова мајка користила Кајако за истеривање злих духова, те зна ритуал којим би се поништила клетва.

## Улоге
| Глумац            | Улога            |
| ----------------- | ---------------- |
| Џоана Брејди      | Лиса             |
| Жил Макини        | Макс             |
| Еми Икехата       | Наоко Кавамата   |
| Џејди Роуз Хобсон | Роуз             |
| Шони Смит         | докторка Саливан |
| Марина Сиртис     | Гречен           |
| Метју Најт        | Џејк Кимбл       |
| Бо Мирчоф         | Енди             |
| Аико Хоријучи     | Кајако Саеки     |
| Ога Танака        | Тошио Саеки      |
| Мајкл Макој       | господин Праски  |
| Такацуна Мукаи    | Даизуке          |
| Лаура Гиош        | Рене             |
| Михаела Нанкова   | Бренда           |